# Список міністрів оборони Індонезії
У статті подано список міністрів оборони Індонезії.

## Список
| #  | Ім'я | Ім'я                       | Початок повноважень | Закінчення повноважень | Партія                           |
| -- | ---- | -------------------------- | ------------------- | ---------------------- | -------------------------------- |
| 1  |      | Супріяді                   | 2 вересня 1945      | 20 жовтня 1945         | Безпартійний                     |
| 2  |      | Мухаммад Сулійоадікусумо   | 20 жовтня 1945      | 14 листопада 1945      | Безпартійний                     |
| 3  |      | Амір Шарифуддін            | 14 листопада 1945   | 29 січня 1948          | Соціалістична партія             |
| 4  |      | Мохаммад Хатта             | 29 січня 1948       | 19 грудня 1948         | Національна партія Індонезії     |
| *  |      | Сутан Мохаммад Рашид       | 19 грудня 1948      | 13 липня 1949          | Безпартійний                     |
| 5  |      | Хаменгкубувоно IX          | 4 серпня 1949       | 6 вересня 1950         | Безпартійний                     |
| 6  |      | Абдул Халім                | 6 вересня 1950      | 27 квітня 1951         | Безпартійний                     |
| 7  |      | Сукіман Вірьосанджойо      | 27 квітня 1951      | 3 квітня 1952          | Машумі                           |
| 8  |      | Хаменгкубувоно IX          | 3 квітня 1952       | 30 липня 1953          | Безпартійний                     |
| 9  |      | Іва Кусумасумантрі         | 30 липня 1953       | 12 серпня 1955         | Національна партія Індонезії     |
| 10 |      | Бурхануддін Харахап        | 12 серпня 1955      | 24 березня 1956        | Машумі                           |
| 11 |      | Алі Састроаміджойо         | 24 березня 1956     | 9 квітня 1957          | Національна партія Індонезії     |
| 12 |      | Джуанда Картавіджайя       | 9 квітня 1957       | 9 липня 1959           | Національна партія Індонезії     |
| 13 |      | Абдул Харіс Насутіон       | 10 липня 1959       | 24 лютого 1966         | Безпартійний                     |
| 14 |      | Сарбіні                    | 24 лютого 1966      | 28 березня 1966        | Безпартійний                     |
| 15 |      | Сухарто                    | 28 серпня 1966      | 9 вересня 1971         | Голкар                           |
| 16 |      | Мараден Панггабеан         | 9 вересня 1971      | 29 березня 1978        | Голкар                           |
| 17 |      | Мохаммад Юсуф              | 29 березня 1978     | 19 березня 1983        | Безпартійний                     |
| 18 |      | Поніман                    | 19 березня 1983     | 23 березня 1988        | Безпартійний                     |
| 19 |      | Леонардус Беньямін Мурдані | 23 березня 1988     | 17 березня 1993        | Безпартійний                     |
| 20 |      | Еді Судраджат              | 17 березня 1993     | 17 березня 1998        | Безпартійний                     |
| 21 |      | Віранто                    | 17 березня 1998     | 26 жовтня 1999         | Голкар                           |
| 22 |      | Ювоно Сударсоно            | 26 жовтня 1999      | 26 серпня 2000         | Безпартійний                     |
| 23 |      | Мохаммад Махфуд            | 26 серпня 2000      | 9 серпня 2001          | Партія національного пробудження |
| 24 |      | Маторі Абдул Джаліл        | 9 серпня 2001       | 20 жовтня 2004         | Партія національного пробудження |
| 25 |      | Ювоно Сударсоно            | 20 жовтня 2004      | 22 жовтня 2009         | Безпартійний                     |
| 26 |      | Пурномо Юсгіанторо         | 22 жовтня 2009      | 27 жовтня 2014         | Безпартійний                     |
| 27 |      | Рямізард Рякуду            | 27 жовтня 2014      | 23 жовтня 2019         | Безпартійний                     |
| 28 |      | Прабово Субіанто           | 23 жовтня 2019      | Нині на посаді         | Рух за велику Індонезію          |